# Otto Uechtritz
Otto Uechtritz (* 9. September 1910 in Insterburg; † 25. Juli 1994 in Oldenburg (Oldenburg)) war ein deutscher Offizier, zuletzt Generalleutnant der Bundeswehr, und Geschäftsführer der Oldenburgischen Landschaft.

## Leben
Beförderungen
- 1. Februar 1956 Oberstleutnant
- 19. September 1957 Oberst
- 24. Oktober 1959 Brigadegeneral
- 18. August 1964 Generalmajor
- 12. Februar 1968 Generalleutnant

Uechtritz, Sohn eines Oberstleutnants und später Postrates, besuchte von 1922 bis zum Abitur 1930 das Mariengymnasium Jever, wo er als aggressiver Antisemit auffiel, der seine jüdischen Mitschüler peinigte. Im gleichen Jahr wurde er Fahnenjunker im 2. (Preußischen) Infanterie-Regiment in Allenstein. Später wurde er in Rastenburg und Breslau eingesetzt, im Zweiten Weltkrieg 1939 beim Überfall auf Polen, 1940 im Westfeldzug und ab 1941 an der Ostfront. 1939/40 wurde er an der Kriegsakademie zum Generalstabsoffizier ausgebildet. Zuletzt Chef des Stabes des XIII. Armeekorps geriet er in amerikanische Gefangenschaft. Nach seiner Entlassung arbeitete er 1948 bis 1956 bei einer Mannheimer Tageszeitung.
Uechtritz trat am 1. Februar 1956 als Oberstleutnant in die Bundeswehr ein. Bis 1960 arbeitete er im Führungsstab des Heeres. Vom 1. Oktober 1960 bis zum 1. Februar 1964 kommandierte er die Panzergrenadierbrigade 31 in Oldenburg und dann die 11. Panzergrenadierdivision ebendort. Zuletzt war er vom 15. Januar 1968 bis zum 30. September 1970 kommandierender General des I. Korps der Bundeswehr. Im Juli 1969 wurde er mit dem Großen Bundesverdienstkreuz mit Stern geehrt. Mit Ablauf des September 1970 wurde er in den Ruhestand versetzt.
Von 1970 bis 1975 war er geschäftsführendes Vorstandsmitglied der Oldenburg-Stiftung und von 1975 bis 1981 Geschäftsführer von dessen Nachfolgerin, der Oldenburgischen Landschaft. 1981 erhielt er deren Landschaftsmedaille und wurde er deren Ehrenmitglied.
Am 2. Februar 1948 heiratete er in Heidelberg Ursula Boßelmann (* 11. Januar 1918 in Berlin), mit der er eine Tochter und einen Sohn hatte.